# Antipapa Cristóvão
Cristóvão, considerado por alguns um antipapa, foi um clérigo que reivindicou o papado no início do século X.
Bento VI foi sucedido por Leão V, porém o papado foi tomado por um clérigo chamado Cristóvão, que se declarou papa. Suas pretensões duraram pouco, pois ele foi expulso do trono papal por um usurpador e enviado à prisão. Sérgio III, um membro do partido contrário ao Papa Formoso, foi escolhido como papa, e seu primeiro ato foi ordenar as execuções de Leão V e Cristóvão.